# Milaca
Milaca är administrativ huvudort i Mille Lacs County i delstaten Minnesota. Orten hade 2 946 invånare enligt 2010 års folkräkning.